# Воплюшкін Ігор Леонідович
Ігор Леонідович Воплюшкін (нар. 13 лютого 1975, Донецьк) — український футболіст, який грав на позиції півзахисника. Відомий виступами за футбольний клуб «Таврія» у вищій українській лізі.

## Кар'єра футболіста
Ігор Воплюшкін на початку своєї футбольної кар'єри знаходився у маріупольському футбольному клубі «Азовець», проте не зіграв за цей клуб жодного матчу, натомість грав у аматорських клубах із цього міста «Азовмаш» та АФК-УОР. У 1997 році Воплюшкін грав за російський клуб третьої ліги «Кубань» зі Слов'янська-на-Кубані. У кінці року Ігор Воплюшкін став гравцем аматорської команди "Шахта «Україна».
Улітку 1998 року Воплюшкін став гравцем команди вищої ліги «Таврія» з Сімферополя. У команді футболіст виступав протягом півроку, за які зіграв 3 матчі в чемпіонаті України. На початку 1999 футболіст повернувся до клубу "Шахта «Україна», а в 2000 році став гравцем іншого аматорського клубу «Моноліт» з Костянтинівки. У кінці 2000 року Ігор Воплюшкін перейшов до іншого аматорського клубу «Дністер» з Овідіополя, який за рік отримав професійний статус і розпочав виступи у другій лізі. У другій лізі у складі овідіопольського клубу футболіст провів три сезони, за які зіграв 90 матчів. У кінці 2004 року Воплюшкін грав у іншій друголіговій команді «Олімпік» з Донецька. У 2006 році футболіст грав у російській команді «Колос-Бескиди», після чого у складі професійних команд не грав.